# Klaus Hækkerup
Klaus Hækkerup (født 24. marts 1943 på Frederiksberg) er en dansk politiker, cand.polit., forhenværende borgmester og folketingsmedlem for Socialdemokratiet i Frederiksværkkredsen og Frederikssundkredsen fra 10. maj 1988 til 15. september 2011.
Han er søn af fhv. minister Per Hækkerup og tidligere næstformand for Folketinget Grete Hækkerup. Folkeskolen Lillerød Skole 1950-59. Student fra Frederiksborg Statsskole 1962. Cand.polit. Københavns Universitet 1972.
Sekretær, senere vicekontorchef i Amtsrådsforeningen 1972-78. Borgmester i Fredensborg-Humlebæk 1978-88.
Gift i 1966 med Irene Norlin Jensen. 3 børn: Nick Hækkerup, Ole Hækkerup og Kalle Hækkerup.
Klaus Hækkerup har som mærkesager kollektiv trafik, grøn energi og en kritisk holdning til krigen i Afghanistan og EU.

## Medlem af Folketinget 1988-2011
Klaus Hækkerup var folketingskandidat i Frederiksværkkredsen i 1988-2006 og i Frederikssundkredsen i 2007-2011. 
Opstillingskredsene blev ændrede i 2006-2007. Der kom nye grænser, og nogle kredse fik også nye navne. 
Gennem hele perioden (1988-2011) var Klaus Hækkerup folketingskandidat i kommunerne ved den nordlige del af Roskilde Fjord dvs. i Frederikssund,  Jægerspris, Skibby, Frederiksværk og Hundested kommuner og dermed også i den nuværende Halsnæs Kommune. I 1988-2006 var han desuden kandidat i Helsinge og Skævinge kommuner.
Klaus Hækkerup var folketingsmedlem for Frederiksborg Amtskreds i 1988-2007 og for Nordsjællands Storkreds i 2007-2011.
Ved valget i 2011 fik Klaus Hækkerup 3.608 personlige stemmer, og han blev anden suppleant til Folketinget.
11. december 2007 stemte Klaus Hækkerup (sammen med Thomas Adelskov og Julie Skovsby) for en folkeafstemning om EU-traktaten (dvs. Lissabontraktaten) dermed imod partiets holdning.

## Politisk tidslinje
- 1958-1972 Aktiv i DSU, bl.a. som formand for Lillerød afdeling og for Nordsjællandskredsen.
- 1969-1972 Fællesformand for de to socialdemokratiske foreninger i Fredensborg-Humlebæk Kommune.
- 1970-1972 Medlem af DSU's hovedbestyrelse og forretningsudvalg.
- 1972-1988 Medlem af Fredensborg-Humlebæk Kommunalbestyrelse
- 1978-1988 Borgmester i Fredensborg-Humlebæk.
- 1979-1988 Formand for Hovedstadsregionens Naturgasselskab.
- 1983-1993 Medlem af regionsrådet for Sparekassen SDS i Frederiksborgregionen.
- 1985-1997 Medlem af Kreditforeningen Danmarks lokalråd for Frederiksborg Amt.
- 1986-1988 Medlem af bestyrelsen for Kommunernes Landsforening.
- 1988-2011 Medlem af Folketinget. Har bl.a. været medlem af Finansudvalget, Skatteudvalget og Trafikudvalget i Folketinget. Stedfortræder til Udenrigspolitisk Nævn.
- 1993-1999 Præsident for Beredskabsforbundet.
- 1993-2001 Det offentliges repræsentant i bestyrelsen for BG Bank A/S (tidligere Sparekassen Bikuben) indtil fusionen med Danske Bank i 2001
- 2010- Medlem af Landsskatteretten